# Smoking Cigarettes
"Smoking Cigarettes" är en slow jam framförd av den amerikanska R&B-sångerskan Tweet, skriven av henne själv och komponerad av Nisan Stewart och Craig Brockman till Tweets debutalbum Southern Hummingbird (2002).
I låten sitter sångaren under midnattstimmarna och röker cigaretter och undrar var vederbörandes älskare är. Spåret domineras av gitarrer men innehåller också ljud av spelande syrsor och liknar Aaliyahs R&B-klassiker "One in a Million" från 1996. Låtens inspiration hämtades från en av Tweets tidigare relationer som var så påfrestande att hon började röka och fick ett beroende av cigaretterna Marlbo Ultra Light. "Smoking Cigarettes" spelades in och mixades vid Village Recorder i Los Angeles, Kalifornien. Låten gavs ut som den tredje singeln från sångerskans skiva sent år 2002. Låten blev uppföljare till topp-tio hiten "Call Me" men gavs enbart ut som en radiosingel utan någon marknadsföring. Vid releasen bemöttes låten med positiv kritik, främst bland kvinnor som kunde känna igen sig i låten.

## Format och innehållsförteckningar
- Amerikansk promosingel

1. "Smoking Cigarettes" (Radio Version) - 4:19
2. "Smoking Cigarettes" (Instrumental) - 4:19
3. "Smoking Cigarettes" (TV Track) - 4:20
4. "Smoking Cigarettes" (a cappella) - 4:13